# Wybrzeże Karaibskie Południowe
Wybrzeże Karaibskie Południowe (hiszp. Costa Caribe Sur, Región autónoma de la Costa Caribe Sur, wcześniej: Región Autónoma del Atlántico Sur) - jeden z 2 regionów autonomicznych Nikaragui, powołany w 1986 dla anglojęzycznej mniejszości w tym kraju. Wcześniej razem z regionem Wybrzeże Karaibskie Północne tworzył jeden departament Zelaya. Obejmuje słabo zaludnioną południowo-wschodnią część, położoną na wybrzeżu atlantyckim. Ośrodkiem administracyjnym jest miasto Bluefields (33,8 tys. mieszk.), ważny port morski kraju. Inne ważne miasto to Nueva Guinea, główny ośrodek miejski położony w głębi kraju. 

## Gminy (municipios)
1. Bluefields
2. Bocana de Paiwas
3. Corn Island
4. Desembocadura de la Cruz de Río Grande
5. El Ayote
6. El Rama
7. El Tortugero
8. Kukra Hill
9. La Cruz de Río Grande
10. Laguna de Perlas
11. Muelle de los Bueyes
12. Nueva Guinea